# Leonard Slatter
El mariscal de l'aire Sir Leonard Horatio Slatter (8 de desembre de 1894 - 14 d'abril de 1961) va ser un aviador naval durant la Primera Guerra Mundial i un comandant superior durant la Segona. Slatter finalitzà la seva carrera com a comandant en cap del Comandament Costaner de la RAF. Va ser condecorat entre d'altres amb Orde de l'Imperi Britànic (KBE), Orde del Bany (CB), la Creu del Servei Distingi amb barra (DSC) i la Creu dels Vols Distingits (DFC) de la Royal Air Force.

## Biografia

### Inicis i Primera Guerra Mundial
Slatter va néixer a Durban el 8 de desembre de 1894. Va estudiar enginyeria civil, però a l'esclat de la Primera Guerra Mundial s'allistà a la Royal Navy. Serví inicialment lliurant missatges a la Divisió Naval de Vehicles Blindats, abans de ser transferit al Servei Aeri de la Marina Reial el 1915. Després de completar amb èxit el seu entrenament com a observador, va ser destinat al febrer de 1916 a l'esquadró d'hidroavions de Duinkerke.
El juliol del 1916 inicià l'entrenament per ser pilot naval, i a final d'any començà a volar amb l'Estació Aèria de la Marina Reial de Dover. Al febrer de 1917 va ser destinat als hidroavions de defensa (que després esdevindrien el 13è Esquadró Naval i, posteriorment, el 213è Esquadró. En aquella època, Slatter va abatre cinc avions enemics i va passar de simple pilot a comandant de vol.
El juliol de 1918 va ser retirat de la línia del front i va ser enviat al Dipòsit de Subministraments d'Aeroplans número 4 com a instructor. Encara que oficialment estava exclòs de les operacions, Slatter tornà al front i va aconseguir la sisena i darrera victòria aèria el 30 d'agost de 1918.

### Període d'entreguerres
Després de la guerra, Slatter optà per estar-se a la recentment formada Royal Air Force. Va servir com a comandant de vol del 47è Esquadró volant amb DH9s i H9As al sud de Rússia durant la primera meitat de 1919. També el 1919 va rebre el nomenament definitiu d'oficial de la RAF amb el rang de tinent de vol.
Després de la seva tornada al Regne Unit, va exercir com a comandant de vols del 205è Esquadró a RAF Leuchars. El 1921 va ser destinat al 203è Esquadró, encara a Leuchars, volant amb Nightjars. Posteriorment seria comandant de l'esquadró mentre que aquest era desplegat a Turquia. El 1922 va ser destinat al 230è Esquadró, on serví tant com a comandant de vol i comandant. A l'inici de 1924, Slatter va ser promogut Cap d'Esquadró i destinat a Malta, on serví com a comandant de la base durant dos anys. Al seu retorn el 1926, Slatter passà alguns mesos com a supernumerari al RAF Depot.
A la fi de 1926, Slatter va ser nomenat Oficial Comandant dels Caces d'Alta Velocitat de la RAF i va ser responsable de preparar l'equip de la RAF per a la competició del Schneider Trophy 1927 a Venècia. Slatter volà amb un Crusader, però s'estavellà abans de la competició i va patir algunes cremades i algunes ferides facials.
Posteriorment seria Oficial Comandant a diversos esquadrons (el 19è Esquadró el 1929; el 111è Esquadró el 1929 i el 43è Esquadró el 1930); el 1932 assistí al Curs Tàctic per a Oficial Superiors de Portsmouth, i passà a comandar diverses bases (RAF Tangmere a l'agost 1932; RAF Feltwell a l'abril de 1937 i RAF Bassingbourn a l'agost de 1939.

### Segona Guerra Mundial
Amb l'esclat de la guerra, al setembre de 1939 va ser destinat al 1r Grup de Bombarders, i el 1940 va ser enviat a l'Àfrica Occidental amb el capità de grup H.K. Thorold, i entre tots dos van confirmar les possibilitats de la zona com a base pels avions que es dirigien del Regne Unit a l'Orient Mitjà. D'allà continuaren cap al Sudan, per prendre el comandament del 203è Grup, que consistia en les unitats de la RAF al Sudan que lluitaven contra els italians. El juliol del 1941 va passar al 201è Grup de cooperació naval. El 1942 tornà al Regne Unit, com a Comandant del Grup 9è de caces fins que al 21 de febrer de 1943 passà a comandar el 15è Grup de Reconeixement General al Comandament Costaner, i el 30 de juny de 1945 passà a comandar el Comandament Costaner.
Es retirà l'1 de febrer de 1949.

## Historial Militar

### Promocions

#### Royal Navy
- Sotstinent: 8/11/1915
- Oficial Pilot: 29/11/1916
- Tinent Pilot: 1/10/1917
- Comandant Pilot (en funcions): /11/1917

#### RAF
- Capità: 1/4/1918
- Cap d'Esquadró en funcions: 1920
- Cap d'Esquadró: 1/1/1924
- Comandant d'Ala: 1/1/1932
- Capità de Grup: 1/7/1937
- Comodor de l'Aire: 1/6/1940
- Vicemariscal de l'Aire en funcions: 10/3/1942
- Vicemariscal de l'Aire: 1/12/1944
- Mariscal de l'Aire en funcions: 30/6/1945
- Mariscal de l'Aire: 1/7/1947

### Condecoracions
Cavaller Comandant de l'Imperi Britànic - 27 de novembre de 1942
Oficial de l'Imperi Britànic - 12 de juliol de 1920
 Company de l'Orde del Bany - 30 de maig de 1941
  Creu del Servei Distingit – 17 de novembre de 1917
 1 barra - 17 de maig de 1918
 Creu dels Vols Distingits - 1 de gener de 1919
 Estrella de 1914-15
 Medalla Britànica de la Guerra 1914-20
  Medalla de la Victòria 1914-1918
 Estrella de 1939-45
 Estrella d'Àfrica
 Medalla de la Guerra 1939-1945
- 1 Menció als Despatxos - 11 de juny 1942

 Cavaller de l'Orde de Sant Estanislau de 2a Classe (Rússia) – 1919
 Gran Comandant del Reial Orde de Jordi I (Grècia) – 6 de setembre de 1946